# Rachel Bilson
Rachel Bilson (Los Angeles, 25. kolovoza 1981.) američka je filmska i televizijska glumica. Odrasla je u Kaliforniji. Njezin je otac, Danny Bilson, filmski redatelj i scenarist.
Rachel je debitirala na televiziji 2003., a na filmu 2006. Najpoznatija je po ulozi Summer Roberts u TV seriji O.C. Zaručena je za glumca Haydena Christensena, s kojim je glumila u filmu Jumper.

## Vanjske poveznice
- Rachel Bilson u internetskoj bazi filmova IMDb-u (engl.)